# Nervión (Sevilla)

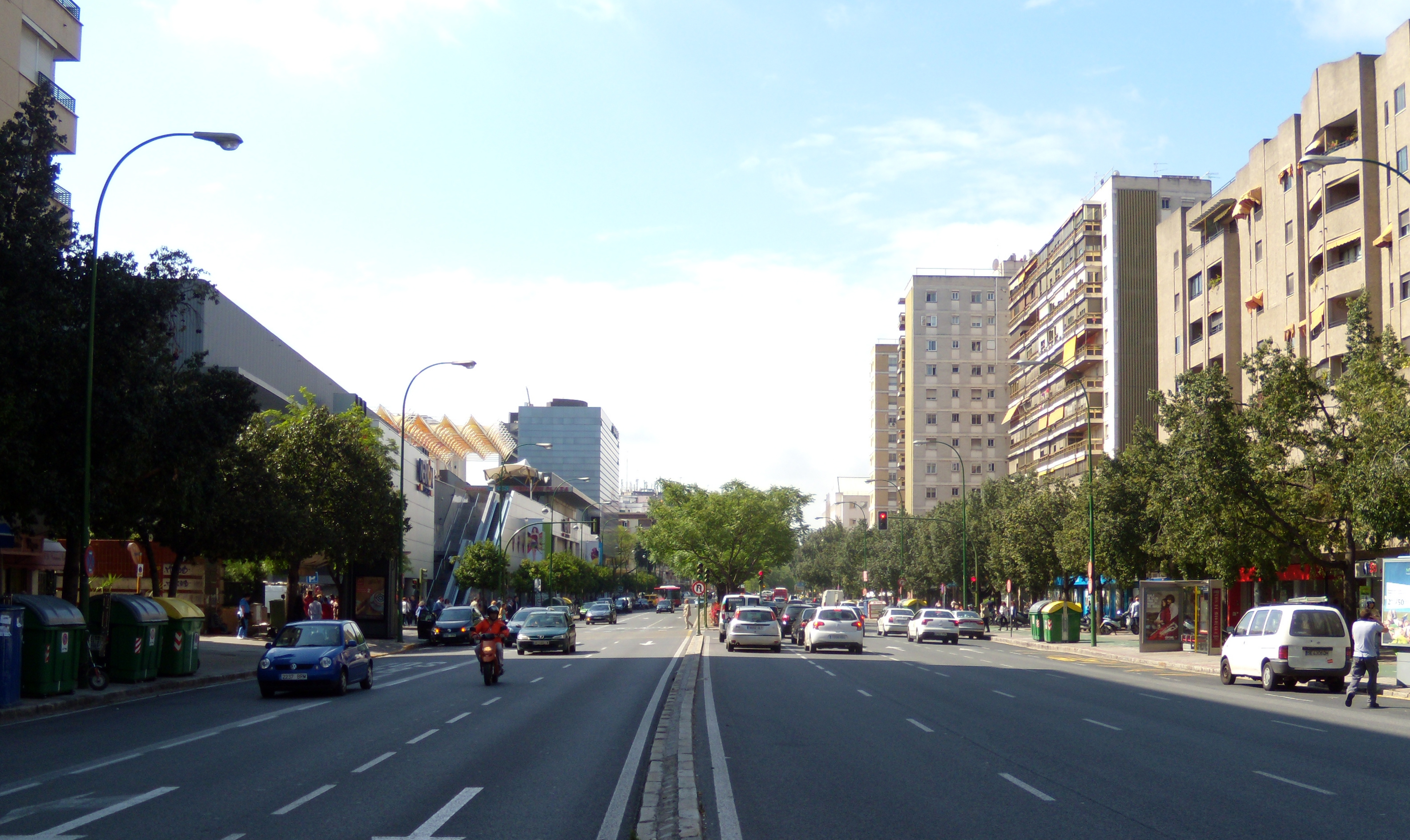
Vista de la avenida Luis de Morales, una de las principales arterias del barrio de Nervión.

Nervión es un barrio de la ciudad de Sevilla, España. Forma parte del distrito de Nervión.
https://www.sevilla.org/distritos/nervion/datos-censales-demograficos/poblacion-del-distrito

## Historia
En 1910, Luis Lerdo de Tejada propuso esta zona como lugar ideal para hacer una ciudad jardín, del tipo que en esos años se construían en Inglaterra. Una de las ventajas es que eran las tierras más elevadas situadas en los alrededores de la ciudad, y por tanto, más saludables. Se trataba de terrenos propiedad del marqués del Nervión, donde se ubicaba el Cortijo del Maestre Escuela, quién donó a la ciudad en 1911 dos solares para construir la cárcel, en el límite nordeste de la actual demarcación del barrio, y el matadero, al sureste del barrio y dentro del distrito de Nervión pero en la demarcación del cercano barrio de Ciudad Jardín.
Aníbal González fue el encargado de realizar el proyecto de creación del barrio, que fue concebido en torno a un eje central situado en la Gran Plaza. En 1916 se redactó el plan de urbanización del barrio de Nervión y en 1921 se constituyó la Inmobiliaria Nervión, cuya actuación motivó la salida del proyecto de Aníbal González ya que los herederos del propietario reformaron la idea original del arquitecto sevillano y promovieron en uno de los cuadrados insertos en el cortijo, la denominada Ciudad Jardín de la Esperanza, que actualmente constituye una barriada integrada en el Distrito de Nervión.
El proceso de dotación de infraestructuras fue muy lento. En 1923 el barrio quedó conectado con la ciudad por una línea de tranvía. En 1941 la Inmobiliaria Nervión cedió al Ayuntamiento las avenidas Eduardo Dato y Ciudad Jardín, además de la Gran Plaza (el centro del barrio de los proyectos iniciales). En general, estos problemas de inversión y mantenimiento generaron diversos litigios entre ambas partes, inmobiliaria y Ayuntamiento, y desde luego influyó en el desarrollo urbanístico de la zona, muy distinto del ideado en las primeras décadas del siglo. 
En los años 20 y 30 el tipo de construcción predominante fue el chalet cercado por un espacio ajardinado, con dos o tres plantas. Muchos ejemplos de este tipo de vivienda aún se conservan en diversas calles y algunos edificios han sido catalogados por su valor arquitectónico e histórico. Más tarde, especialmente a partir de los años 60 se impone la construcción de bloques de viviendas de gran altura, y desde los años 80-90 se han venido construyendo hoteles, centros comerciales y edificios de oficinas.
En el barrio del Cortijo del Maestre Escuela, situado en la calle Espinosa y Cárcel, paralela a Carlos de Cepeda, había un barrio que contenía cinco calles. Dichas casas fueron expropiadas por el Ayuntamiento de Sevilla para hacer la avenida de San Francisco Javier,[cita requerida] en la cual se construyeron los edificios Sevilla 1 y Sevilla 2. Dicha avenida empieza en Eduardo Dato y termina en Ramón y Cajal.
En 2009 se inauguró una estación de metro en el barrio, la estación Nervión.

## Edificios principales

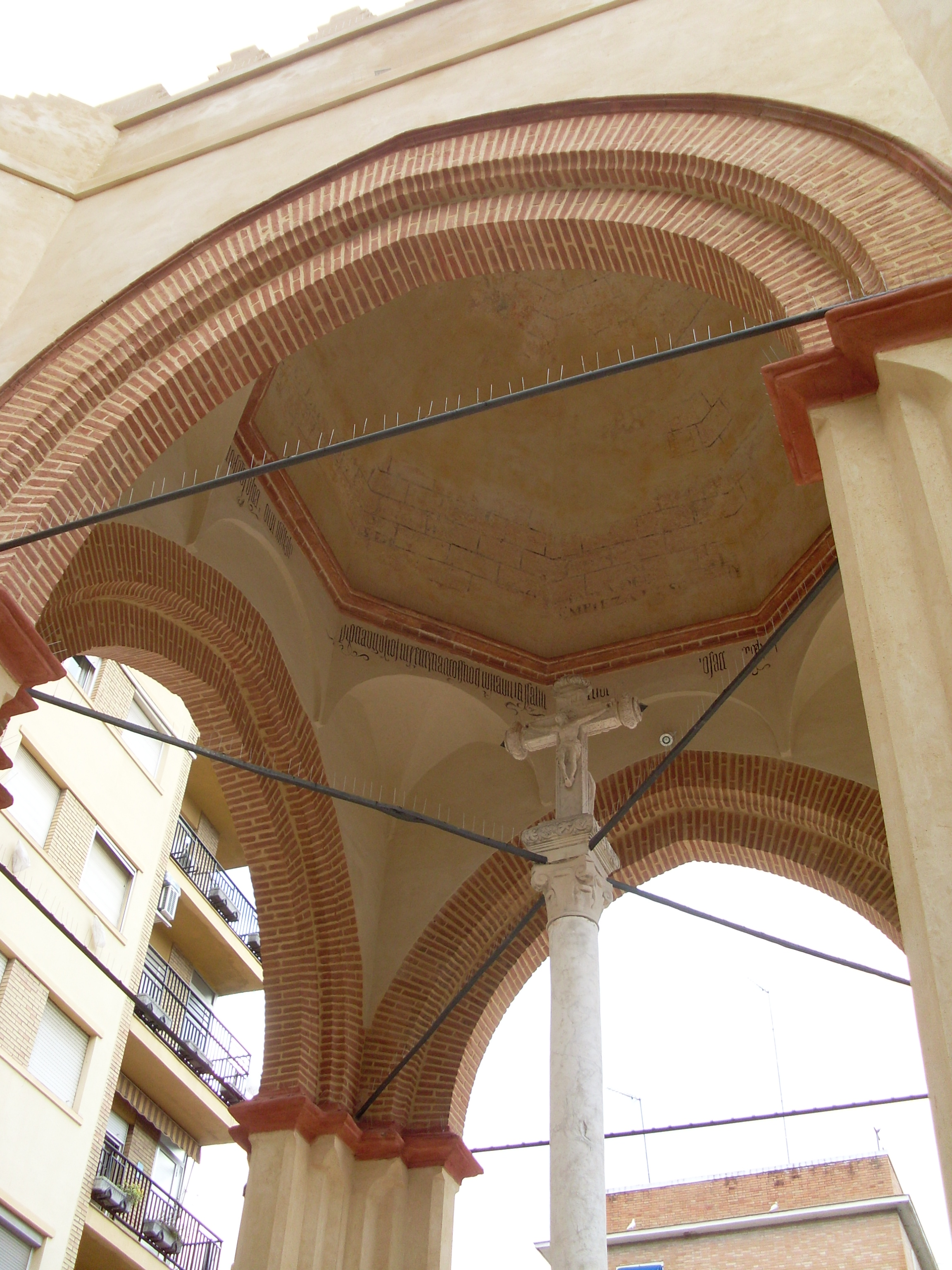
Vista interior del Templete de la Cruz del Campo.

- En la avenida Luis Montoto se encuentra el Humilladero o Templete de la Cruz del Campo. Además de su valor religioso e histórico, como puede leerse en el Vía Crucis a la Cruz del Campo, este monumento dio nombre a la cerveza Cruzcampo.

- La antigua fábrica de cerveza Cruzcampo, fundada en 1904. Las instalaciones fabriles se trasladaron a las inmediaciones de la SE-40 en Torreblanca en las afueras de Sevilla, algunas de sus antiguas instalaciones han sido conservadas para usos culturales, museísticos y de la Fundación Cruzcampo.[4]

- La prisión Sevilla 1, también conocida como Cárcel de Ranilla, fue construida en el barrio durante la II República. Actualmente su espacio lo ocupan una comisaría, un centro cultural y un parque público.

- Iglesia de la Concepción Inmaculada, cuya primera piedra se colocó en 1925 y se erige en 1928. Una de las tantas obras que se emprendieron en el barrio (en pleno crecimiento) y en la ciudad, con motivo de la Exposición Iberoamericana de Sevilla en 1929. Su estilo arquitectónico es greco-romano, empleándose para el exterior ladrillo fino prensado, rojizo para los fondos y amarillento para los cuerpos saliente y elementos decorativos. El interior está construido con ladrillo, revestido de un color claro. Este templo es sede de la Hermandad de La Sed, que realiza su estación de penitencia el Miércoles Santo.[5]

- Hospital San Juan de Dios, centro sanitario edificado originalmente para tratar a niños enfermos de poliomielitis y  tuberculosis.

- Edificio Sevilla 1, uno de los primeros edificios en construirse en la nueva arteria comercial de Sevilla (eje San Francisco Javier - Luis de Morales). Se trata de uno de los mejores ejemplos del racionalismo en oficinas de Sevilla y está declarado Bien de Interés Cultural. Construido en 1972, obra de los arquitectos Luis Fernando Gómez Estern y Manuel Trillo de Leyva, supuso el comienzo de un cambio total de la fisonomía del barrio.[6]

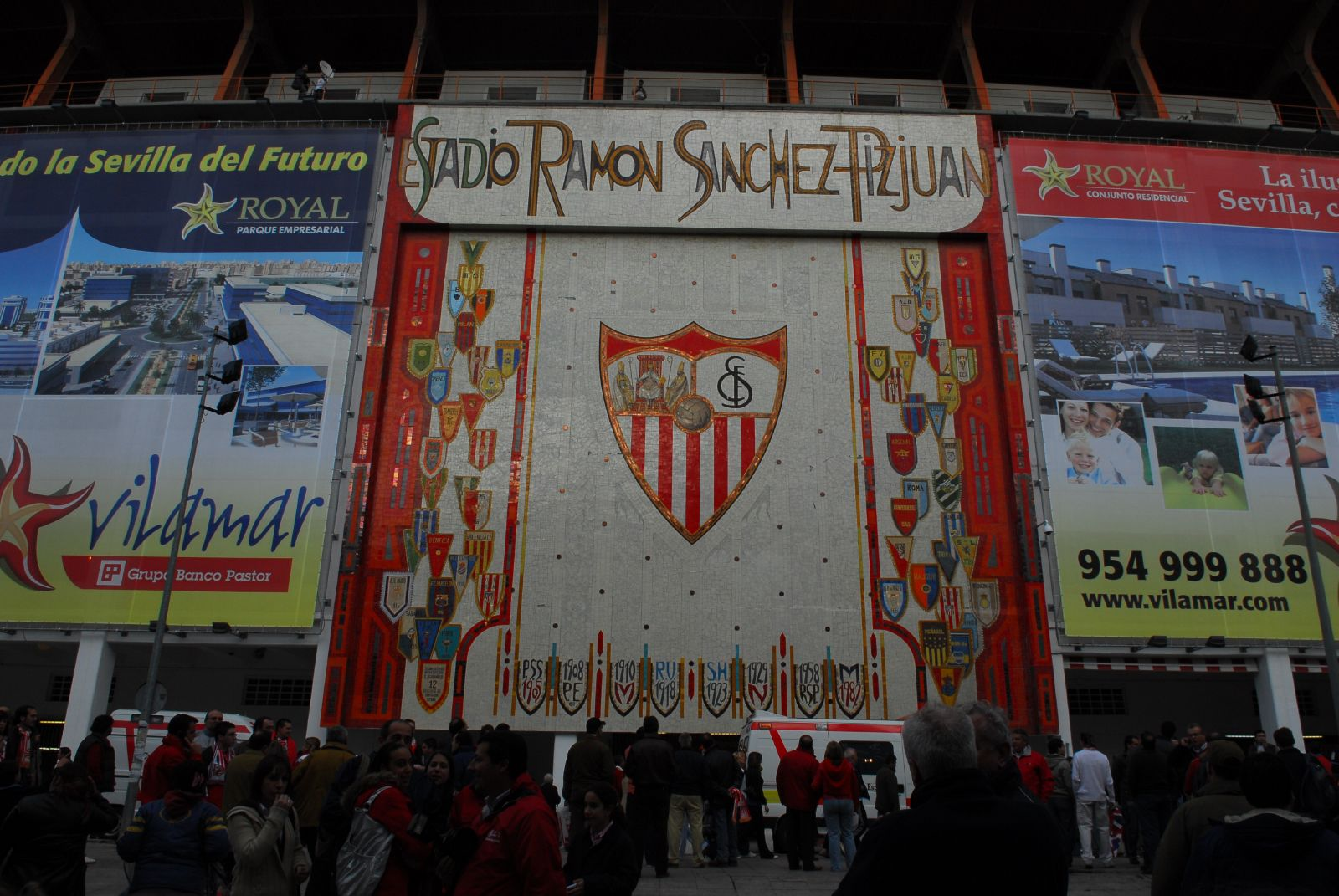
Fachada del Estadio Ramón Sánchez-Pizjuán

En el distrito de Nervión, aunque administrativamente en el barrio de La Buhaira, está el estadio de fútbol Ramón Sánchez Pizjuán, donde juega el Sevilla Fútbol Club, a pocos metros del límite administrativo del Barrio de Nervión.